# Ståle Dyrvik
Ståle Dyrvik (født 26. oktober 1943, død 25. november 2022) var en norsk historiker.
Han færdiggjorde sin cand.philol. ved Universitetet i Bergen i 1971. Fra 1975 til 1988 arbejdede han som associeret professor (førsteamanuensis) ved Universitetet i Bergen, og han blev professor samme sted i 1988.
Han var medlem af Det Norske Videnskaps-Akademi og Det kongelige danske Selskab for Fædrelandets Historie.